# Блэкаут на о. Бали (2025)
Блэкаут на острове Бали — масштабное отключение электроэнергии, произошедшее 2 мая 2025 года, в 16:09 по WITA. Сбой в электроснабжении привело к параличу многих общественных мест, также вызвало беспокойство среди туристов и жителей. Причиной блэкаута являются перебои с подводным кабелем, направляющим электроэнергию с о. Ява на о. Бали.
3 мая 2025 года, в 3:30 система электроснабжения была восстановлена. Компания PLN сообщила, что подключили основную электроэнергию к важным объектам: больницы, порты, центры обслуживания и т.д (до восстановления использовались резервные генераторы).

## Ход событий
Блэкаут начался с 15:00-16:00 по WITA. Из-за аварии на кабеле были отключены почти все электростанции на острове.
После отключения были включены резервные генераторы для дальнейшей работы аэропорта.
Сильно пострадал от блэкаута южный район Нуса-Дуа. Отели и ТЦ не работали,  что вызвало панику среди туристов и жителей. С 16:00 до 19:00 были перебои с мобильным интернетом и GPS, на дорогах возникали пробки.
С 16:00 по 21:00 было подача электроэнергии достигла 60%.
К полуночи электроснабжение было восстановлено на 80%.
К 3:30 по местному времени электричество было полностью восстановлено.